# Historisches Museum Basel

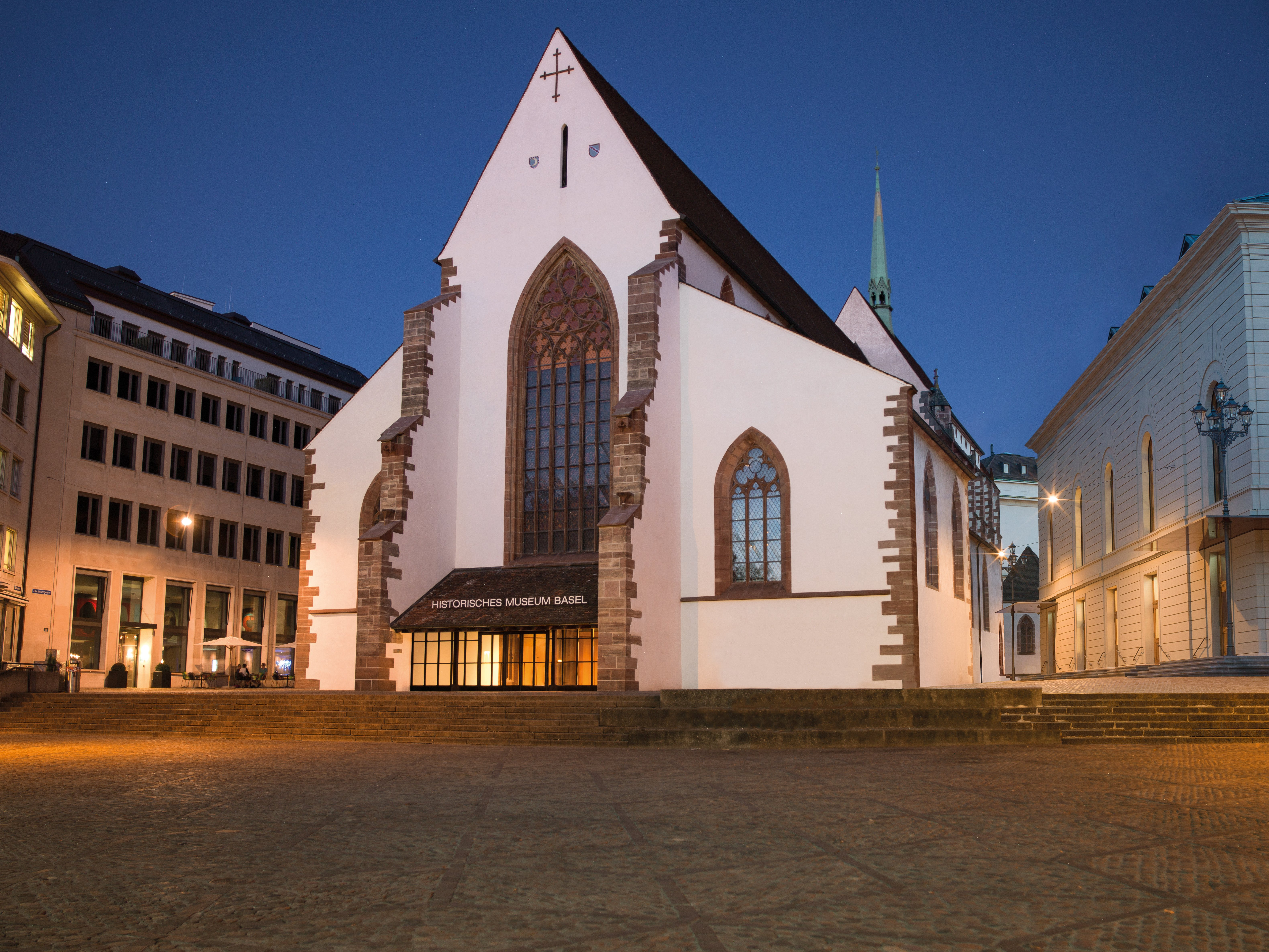
Das Historische Museum Basel, Standort Barfüsserkirche, 2010

Das Historische Museum Basel (HMB) zählt zu den grössten und bedeutendsten Museen seiner Art in der Schweiz und ist eines der fünf staatlichen Museen in Basel. Der Hauptteil der Sammlung wird in der Barfüsserkirche im Zentrum der Stadt Basel ausgestellt.

## Institution
Das Museum beherbergt die umfassendste kulturhistorische Sammlung am Oberrhein, und seine Ausstellungsfläche beträgt etwa 6'200 m².
Das Museum ist eine eigenständige Institution, ihr Träger ist der Kanton Basel-Stadt. Es ging 1894 aus der 1856 geschaffenen Mittelalterlichen Sammlung hervor. Seinen Ursprung hat es aber, wie das Kunstmuseum Basel, in der bürgerlichen Kunstkammer der Familie Amerbach im 16. Jahrhundert.
Das Historische Museum Basel besteht aus drei Ausstellungshäusern im Zentrum der Stadt Basel: Historisches Museum Basel – Barfüsserkirche in der Barfüsserkirche, Historisches Museum Basel – Musikmuseum im Lohnhof und Historisches Museum Basel – Haus zum Kirschgarten im Haus zum Kirschgarten. Ein viertes Ausstellungshaus, das Museum für Pferdestärken, ehemals Kutschen- und Schlittensammlung in einer Scheune der Villa Merian in der Brüglinger Ebene in Münchenstein musste 2016 geschlossen werden, da das Ausstellungsgebäude nicht mehr zur Verfügung stand.

## Standorte

### Barfüsserkirche

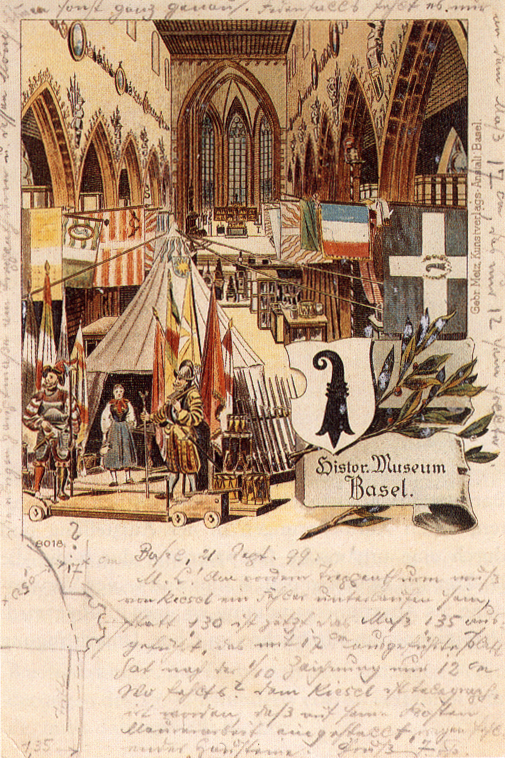
Innenansicht auf einer Postkarte von 1894

#### Geschichte
Der Bettelorden der Franziskaner erbaute 1298 die spätgotische Barfüsserkirche. Als die Franziskaner die Kirche in der Folge der Reformation von 1529 aufgaben, wurde sie schrittweise profaniert und anderweitig genutzt. So diente die ehemalige Kirche ab Mitte des 19. Jahrhunderts als Salz- und Warenlager.
Als die Kandidatur von Basel um den Standort eines Schweizerischen Landesmuseums scheiterte, richtete man das Historische Museum 1894 in der Barfüsserkirche ein. Um Stellfläche zu gewinnen, zog man in den Seitenschiffen Emporen ein. Zwischen 1975 und 1981 musste wegen der immer noch wirkenden Salzrückstände das Museum restauriert werden und man brachte eine Neuordnung in die Sammlung. Die seitlichen Emporen wurden entfernt und der Kirchenraum wurde resakralisiert. Daneben wurde das gezeigte Museumsgut reduziert und ein Teil in das neu geschaffene Untergeschoss verlegt.

#### Ausstellungsgut
Die Ausstellung in der Barfüsserkirche zeigt Zeugnisse der Kunst des Kunsthandwerks und der Alltagskultur. Dabei bilden das Mittelalter und die Renaissance bis hin zur Barockzeit die Schwerpunkte. Sie bietet Einblick in die Geschichte der Stadt Basel und in die des Oberrheingebietes.
Dazu gehören:
- Basler Münsterschatz

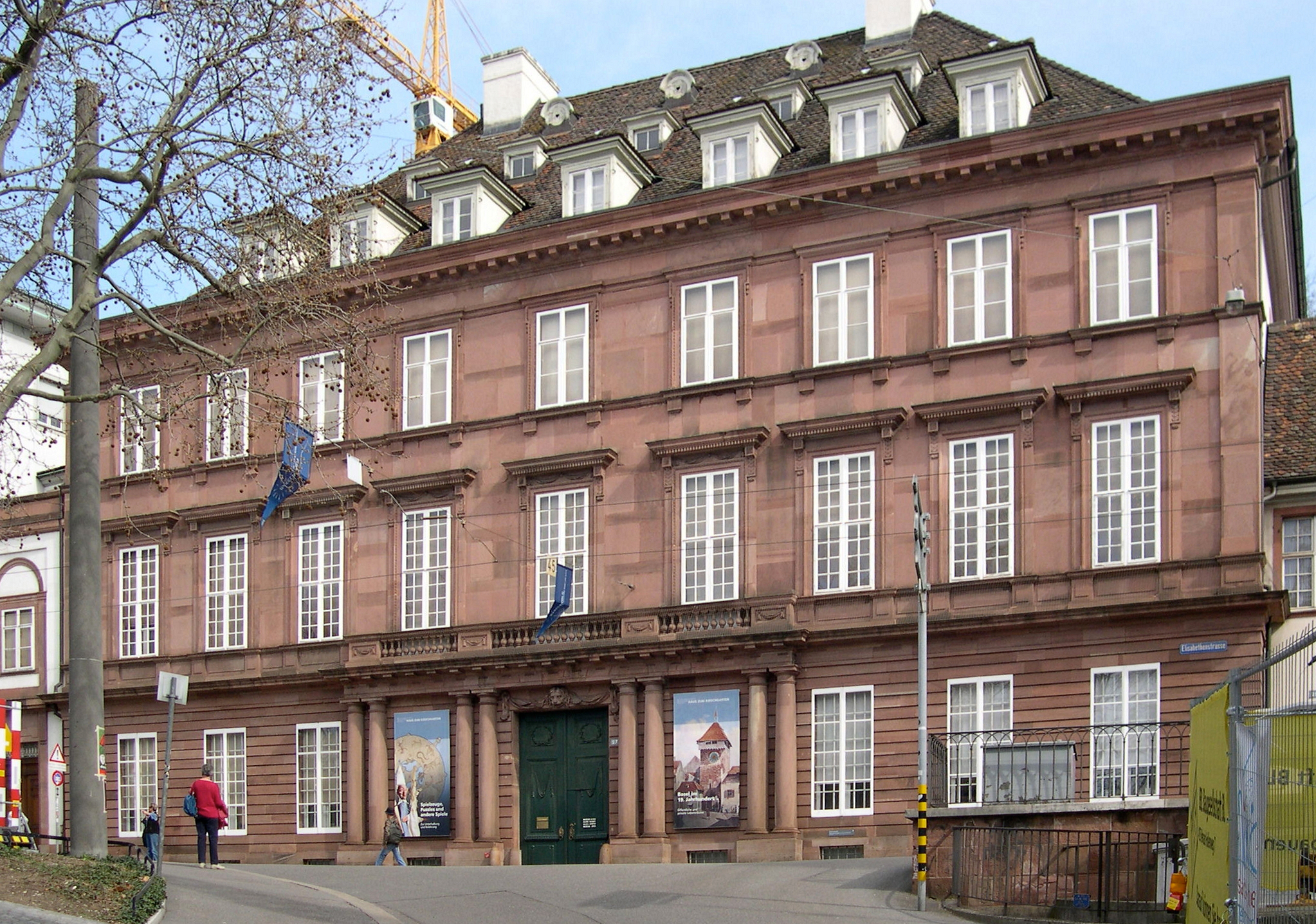
Das «Haus zum Kirschgarten»

- Basler und Strassburger Bildteppiche (Flachsland-Teppich u. a.)
- Fragmente des Basler Totentanzes
- Altäre und kirchliche Bildwerke
- Nachlass des Erasmus von Rotterdam
- Kunst- und Wunderkammern Amerbach und Faesch
- Münzkabinett
- GlasgemäldeTreppenhaus des «Hauses zum Kirschgarten»

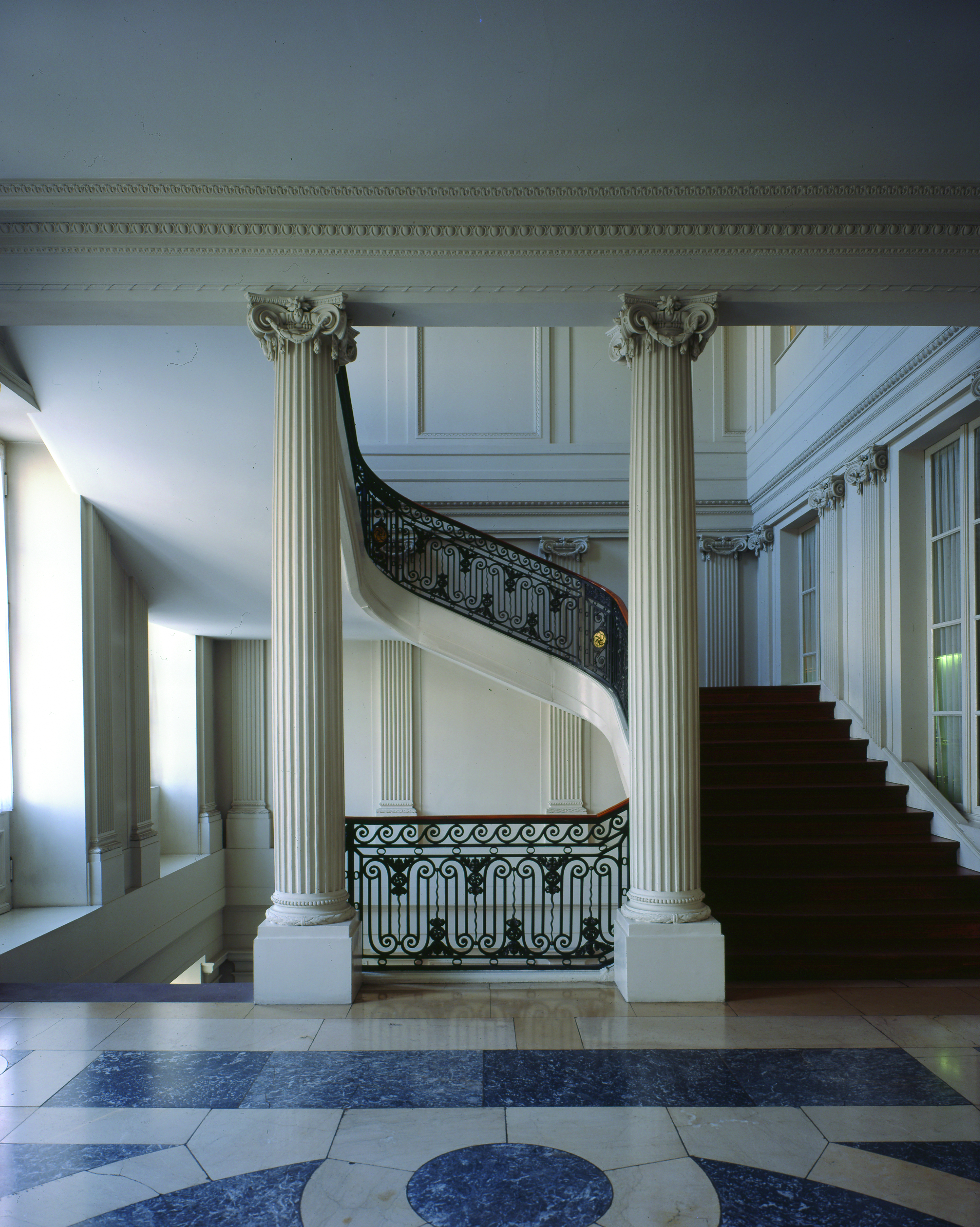
Treppenhaus des «Hauses zum Kirschgarten»

- Objekte der Goldschmiedekunst und anderer Zweige des Kunsthandwerks/Gewerbe
- Möbel
- Burgunderbeute und Waffen.

### Haus zum Kirschgarten
Koordinaten: 611500 / 266831

#### Geschichte
Das «Haus zum Kirschgarten» wurde zwischen 1777 und 1780 für den «Bändelherren» (Seidenbandfabrikanten) und Obersten Johann Rudolf Burckhardt erbaut. Das Haus, dessen Architekt Ulrich Büchel war, gilt als das vornehmste Bürgerpalais von Basel. Nach verschiedenen Besitzerwechseln wurde es 1951, verbunden mit dem Nachbarhaus, dem «Kleinen Kirschgarten», als Wohnmuseum eingerichtet.

#### Ausstellungsgut
Die Hälfte der fünfzig Ausstellungsräume ist den bürgerlichen Wohnräumen des 18. und 19. Jahrhunderts in Basel gewidmet. Dazu gesellen sich bedeutende Fachsammlungen.
Teile davon sind:
- Einrichtungen aus Basler Bürgerhäusern mit deren Möbel, Gemälde, Basler Tafelsilber und Spielzeug
- Strassburger Fayencen
- Uhren westeuropäischer Herstellungszentren vom 15. bis zum 19. Jahrhundert
- Physikalische Kabinett der Universität Basel

### Musikmuseum

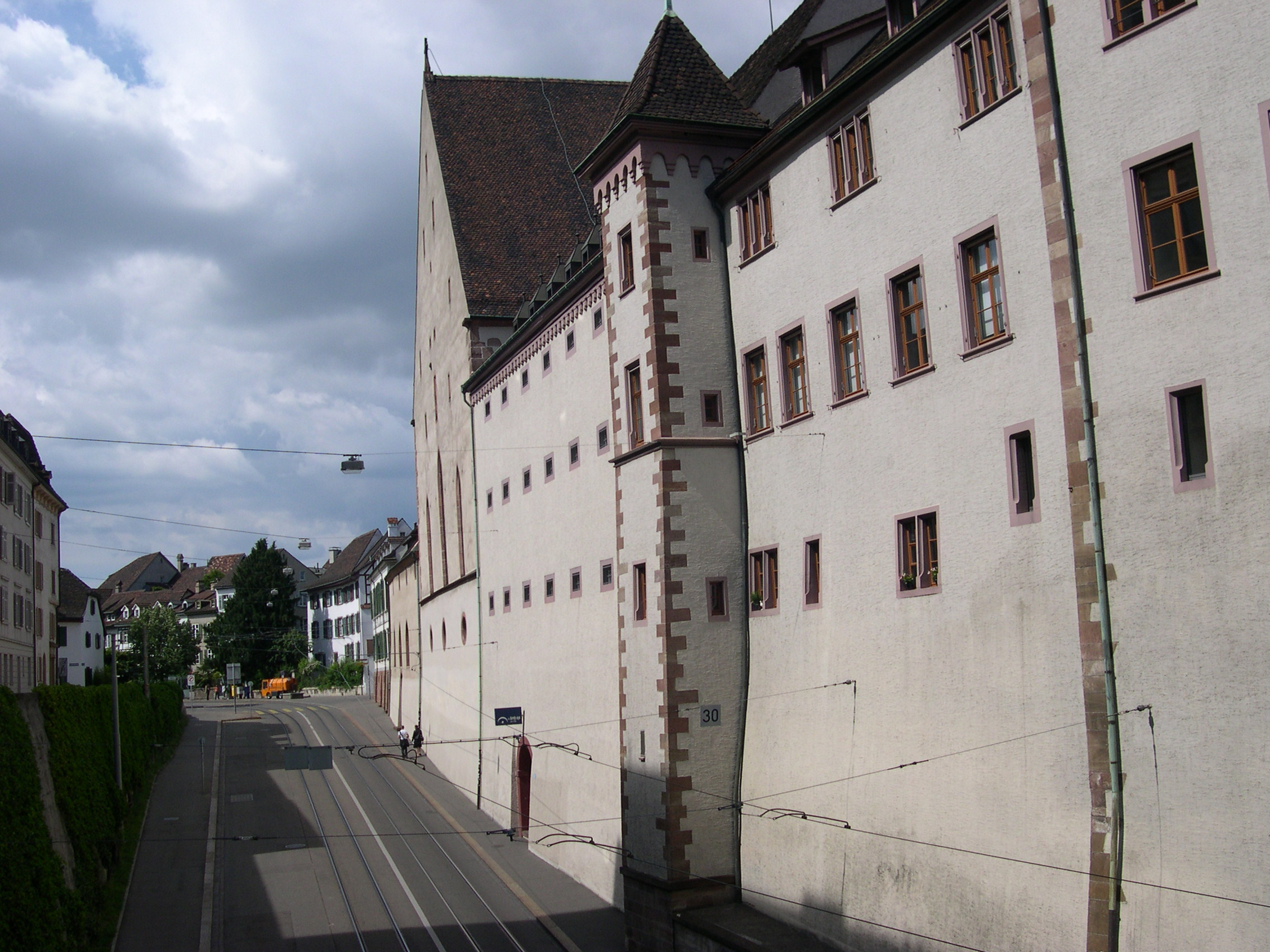
Lohnhof am Kohlenberg mit dem Musikmuseum im Zellentrakt

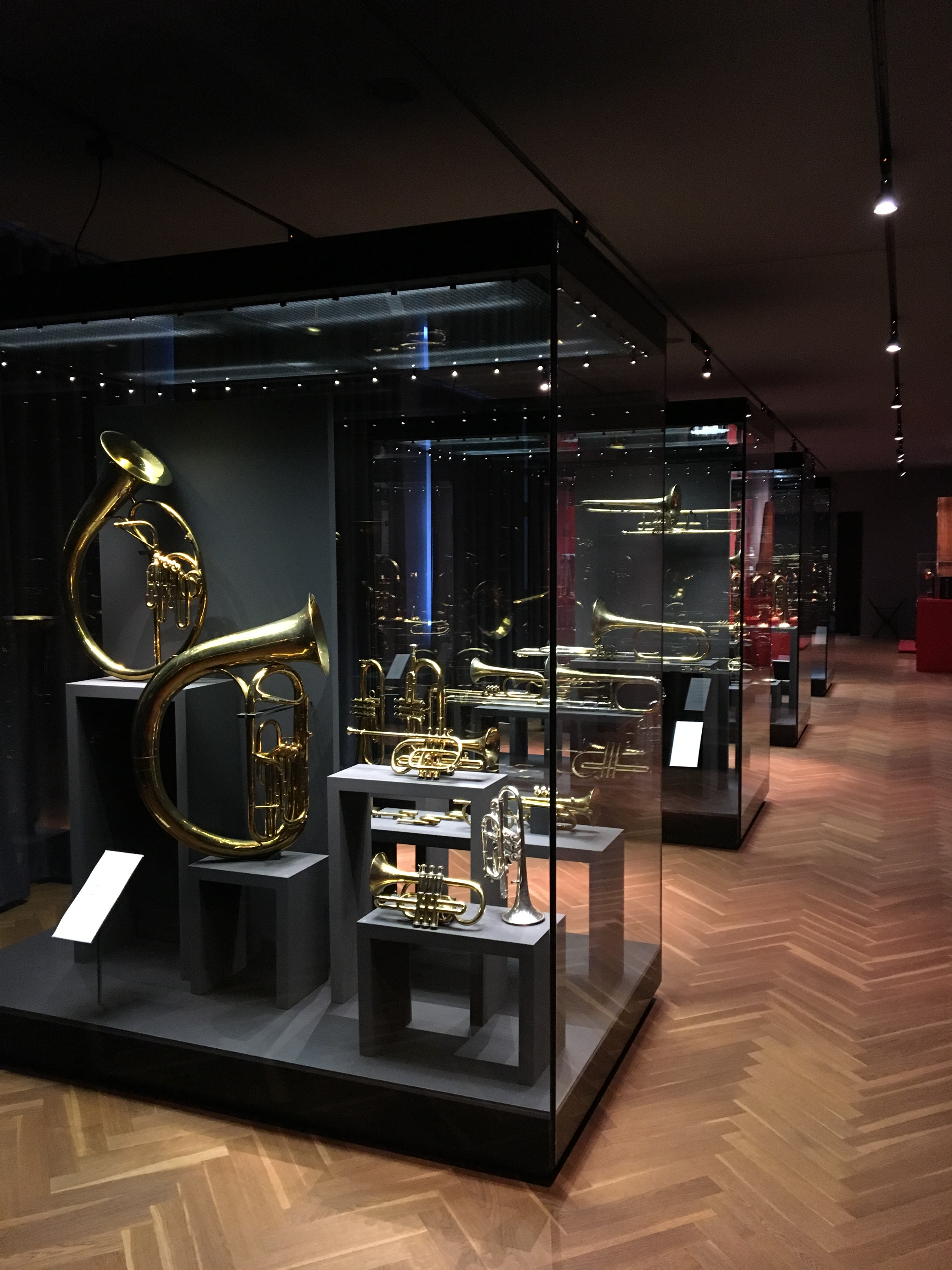
Ausstellung der Blechblasinstrumente

Koordinaten: 611255 / 267125

#### Geschichte
Im Stadtzentrum über dem Barfüsserplatz, gegenüber der Barfüsserkirche, befindet sich der Gebäudekomplex des mittelalterlichen Chorherrenstifts St. Leonhard. Ab 1669 hatten dort die Lohnherren (Vorsteher über das Bauwesen) ihren Sitz, weshalb der Komplex Lohnhof heisst. Von 1835 bis 1995 dienten die Bauten als Untersuchungsgefängnis. Dazu waren grössere Um- und Ausbauten, unter anderem von 1852 bis 1855 und 1897, nötig. Nach der Aufhebung des Gefängnisses wurde der Lohnhof von 1996 bis 2000 zu Wohnungen, einem Hotel und dem Musikmuseum umgebaut. Im Jahr 2000 wurde das Musikmuseum eröffnet. Es belegt den ehemaligen Zellentrakt.

#### Ausstellungsgut
In einundzwanzig Zellen werden fünf Jahrhunderte europäischer Musikgeschichte gezeigt, mit den drei folgenden Schwerpunkten:
- 650 Instrumente des 16. bis 20. Jahrhunderts
- Konzert, Choral und Tanz
- Parade, Feier und Signal

Über ein multimediales Informationssystem kann dabei die Welt der Instrumente klingend erfahren werden.

## Direktion
- Albert Burckhardt-Finsler (1894–1902)
- Ferdinand Holzach (1903–1907)
- Rudolf F. Burckhardt (1908–1926)
- Emil Major (1927–1945)
- Hans Reinhardt (1945–1967)
- Hans Lanz (1967–1984)
- Hans Christoph Ackermann (1984–1991)
- Burkard von Roda (1992–2012)
- Marie-Paule Jungblut (2012–2015)
- Gudrun Piller (ad interim, 2015–2017)
- Marc Fehlmann 2017–2020
- Marc Zehntner (ad interim, 2020–2023) 2023–